# بكتيريا هوائية إجبارية

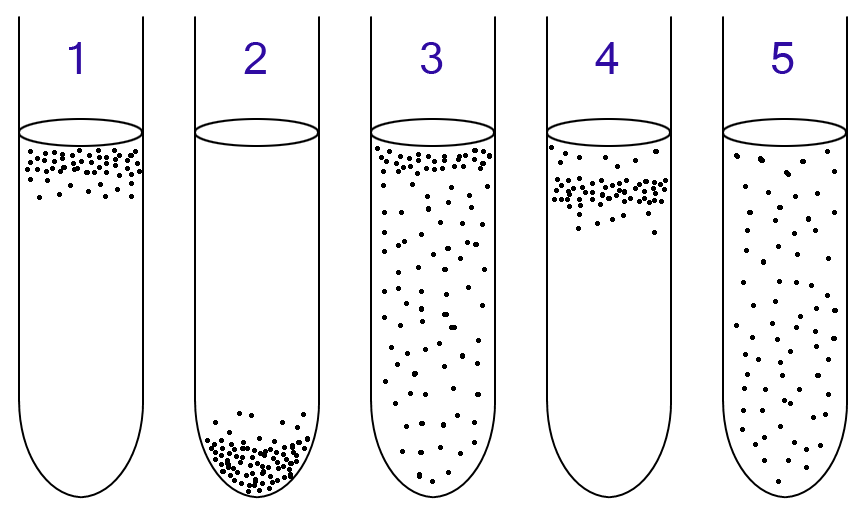
يمكن التعرف على البكتيريا الحيوائية واللاحيوائية عن طريق ملاحظة نموها في مزرعةٍ سائلة:
1. حيوائي مجبر
2. لاحيوائي مُجبر
3. كائن لاحيوائي مخير (متصل بـ "الكائن الحيوائي المخير")
4. أليف الهواء القليل
5. متحمل للهواء

يُعتبر الحيوائي المجبر كائن هوائي (كائن حيهوائي أو حيوائي) يحتاج إلى الأكسجين كي ينمو. فمن خلال التنفس الخلوي، تستخدم هذه الكائنات الأكسجين لأكسدة مواد مثل السكريات أو الدهون، وذلك من أجل الحصول على الطاقة. فهي تقوم خلال التنفس باستخدام الأكسجين كمُتقبل إلكترون نهائي. كما أن لديها ميزة إنتاج طاقة أكثر من الكائنات اللاحيوائية المُجبرة، إلا أنها تواجه مستويات عالية من الإجهاد التأكسدي.
وتكمن الأمثلة على البكتيريا الحيوائية المُجبرة في: النوكاردية (بكتيريا إيجابية الغرام) ومتفطرة سلية (صامدة للحمض). والبكتيريا الزائفة الزنجارية (Pseudomonas aeruginosa) (سلبية الغرام) هي متنفس مُجبر (غير قادر على التخمير)، إلا أنه في غياب الأكسجين، تتنفس البكتيريا باستخدام النترات كمتقبل إلكترون نهائي. وتعتبر بعض أنواع بكتيريا العصية (إيجابية الغرام) قادرة على التخمير، رغم نموها ببطء.